# Comuna Arkadiivka, Zhurivka
Arkadiivka (în ucraineană Аркадіївка) este o comună în raionul Zhurivka, regiunea Kiev, Ucraina, formată din satele Arkadiivka (reședința) și Terleșciîna.

## Demografie
Componența lingvistică a comunei Arkadiivka
     Ucraineană (97,97%)
     Rusă (1,84%)
     Alte limbi (0,19%)
Conform recensământului din 2001, majoritatea populației comunei Arkadiivka era vorbitoare de ucraineană (97,97%), existând în minoritate și vorbitori de rusă (1,84%).